# Swarovski Kristallwelten

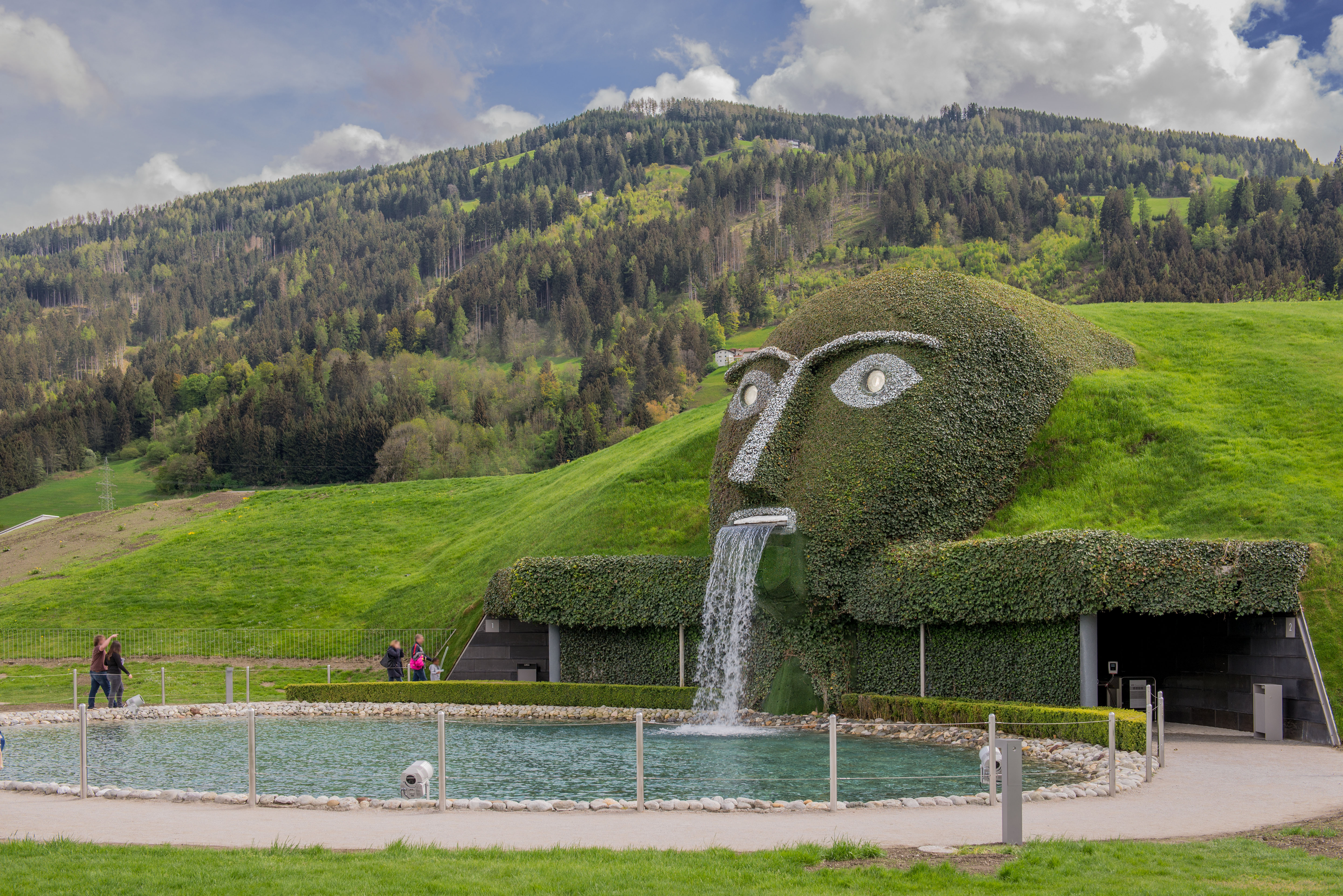
Olbrzym przy wejściu do Kryształowych Światów Swarovskiego w Wattens

Swarovski Kristallwelten (Kryształowe Światy Swarovskiego) – muzeum-wystawa kryształów, otwarte w 1995, w setną rocznicę fabryki kryształu Swarovski w Wattens (Tyrol). Powstało z inicjatywy artysty André Hellera.
Do Kryształowych Światów Swarovskiego można dostać się samochodem bezpośrednio z Innsbrucka lub wybrać specjalny "kryształowy" pociąg, w którym podczas podróży goście mogą delektować się schłodzonym szampanem, podanym w kieliszkach przyprószonych drobnymi kryształkami.
André Heller oraz artyści: Brian Eno, Niki de Saint Phalle, Susanne Schmögner i Paul Seide stworzyli bajkowy świat 14 "kryształowych" pomieszczeń. Punktem kulminacyjnym wystawy jest Centenar, gdzie znajduje się 300 000-karatowy, największy na świecie szlifowany "kryształ" szkła ołowiowego. Oprócz tego dodatkowymi atrakcjami dla gości są m.in.: ściana wyłożona 12 tonami kryształków, kryształowa piramida wzniesiona z 590 kawałków lusterek, Kryształowy Teatr czy też największy na świecie kalejdoskop – Crystaloscope (zaprojektowany przez Petera Mandela).
Swarovski Kristallwelten odwiedza corocznie około 700 000 turystów. Jest to druga na liście, po pałacu Schönbrunn w Wiedniu, atrakcja turystyczna Austrii.
W roku 2003 nastąpiła pierwsza rozbudowa kompleksu pod artystycznym przewodnictwem Fabrizio Plessiego, Thomasa Feuersteina, Hansa Magnusa Enzensbergera oraz braci, Petera i Rolanda Neuwirthów.

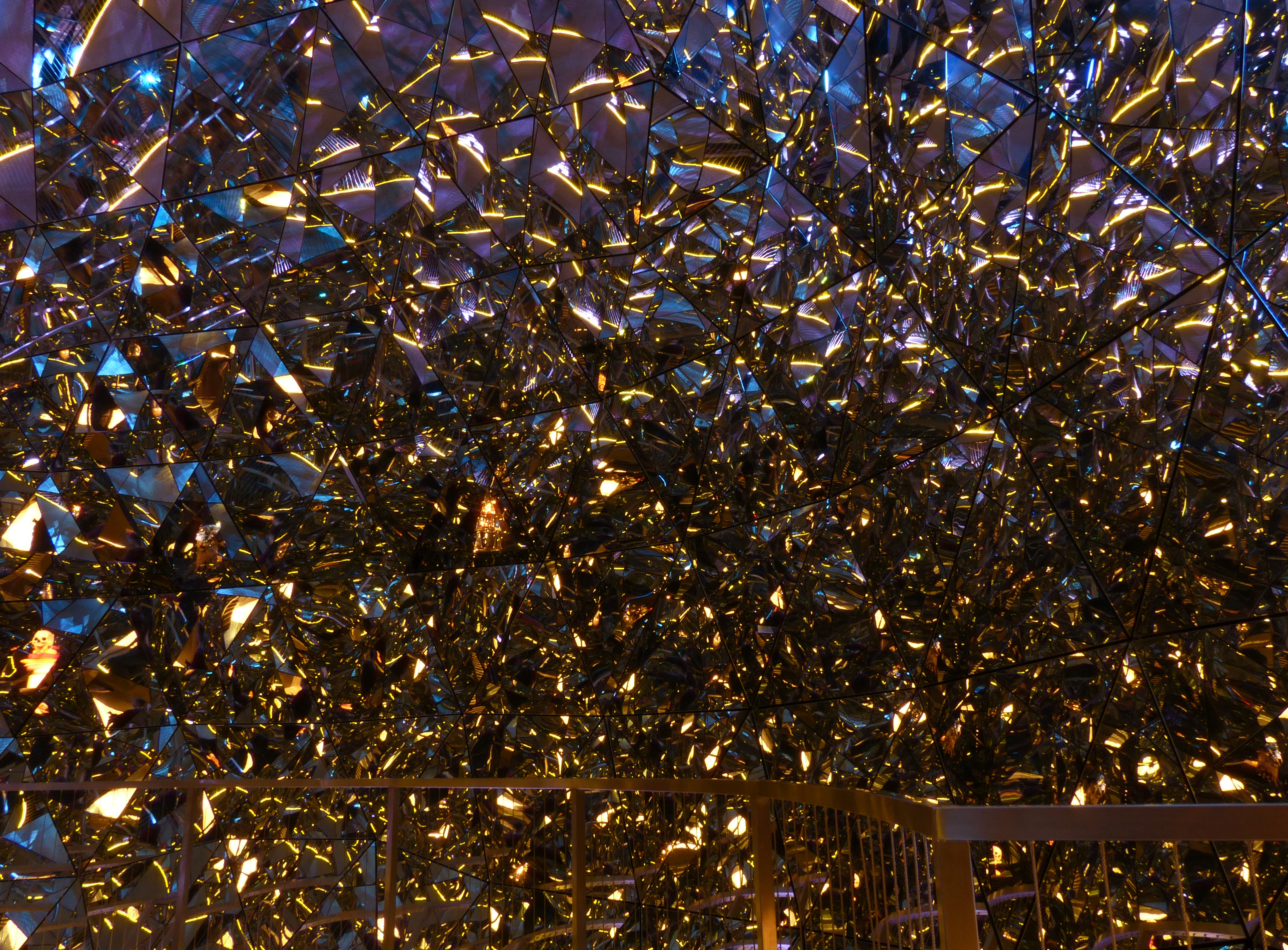
Kristalldom
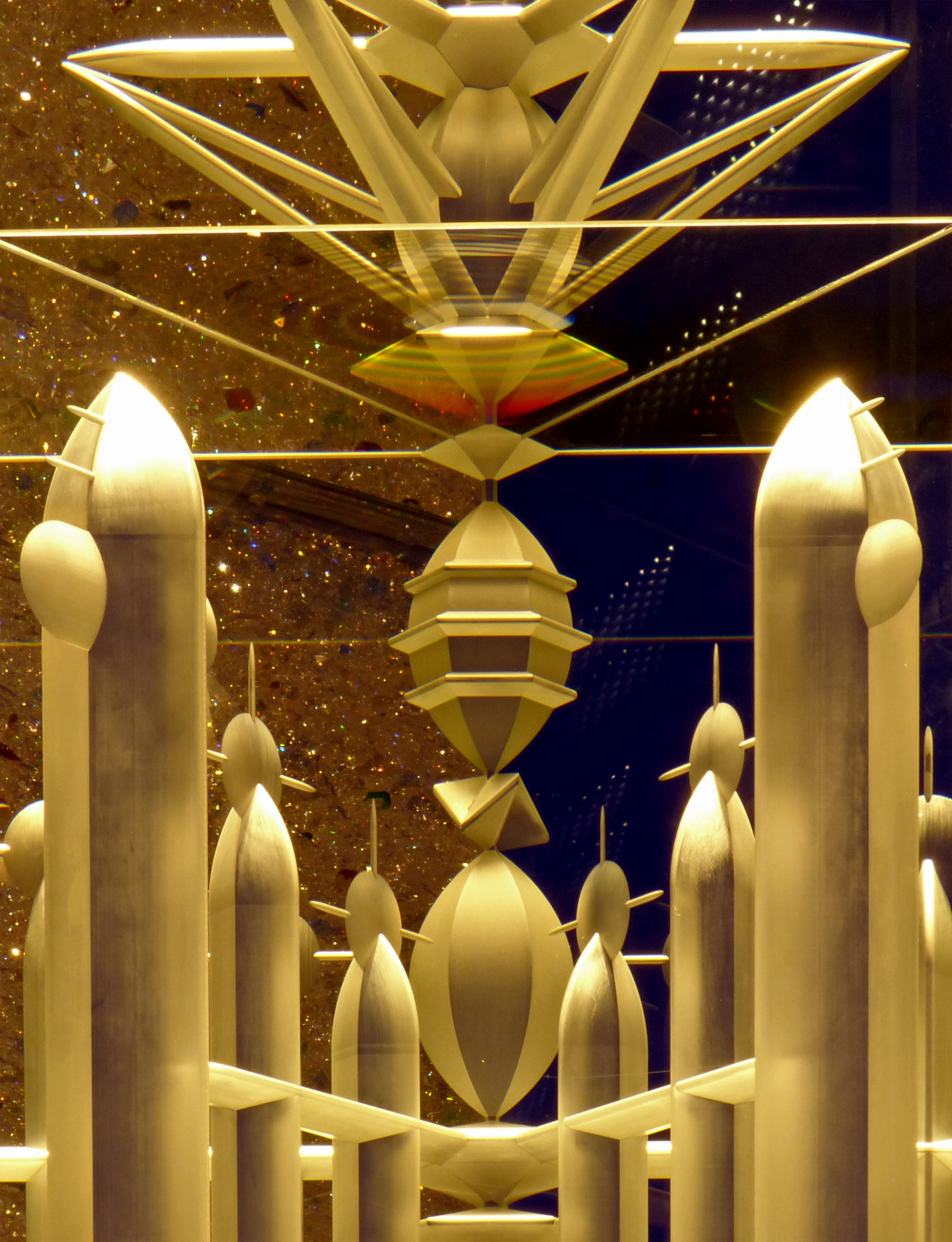
Eisgasse
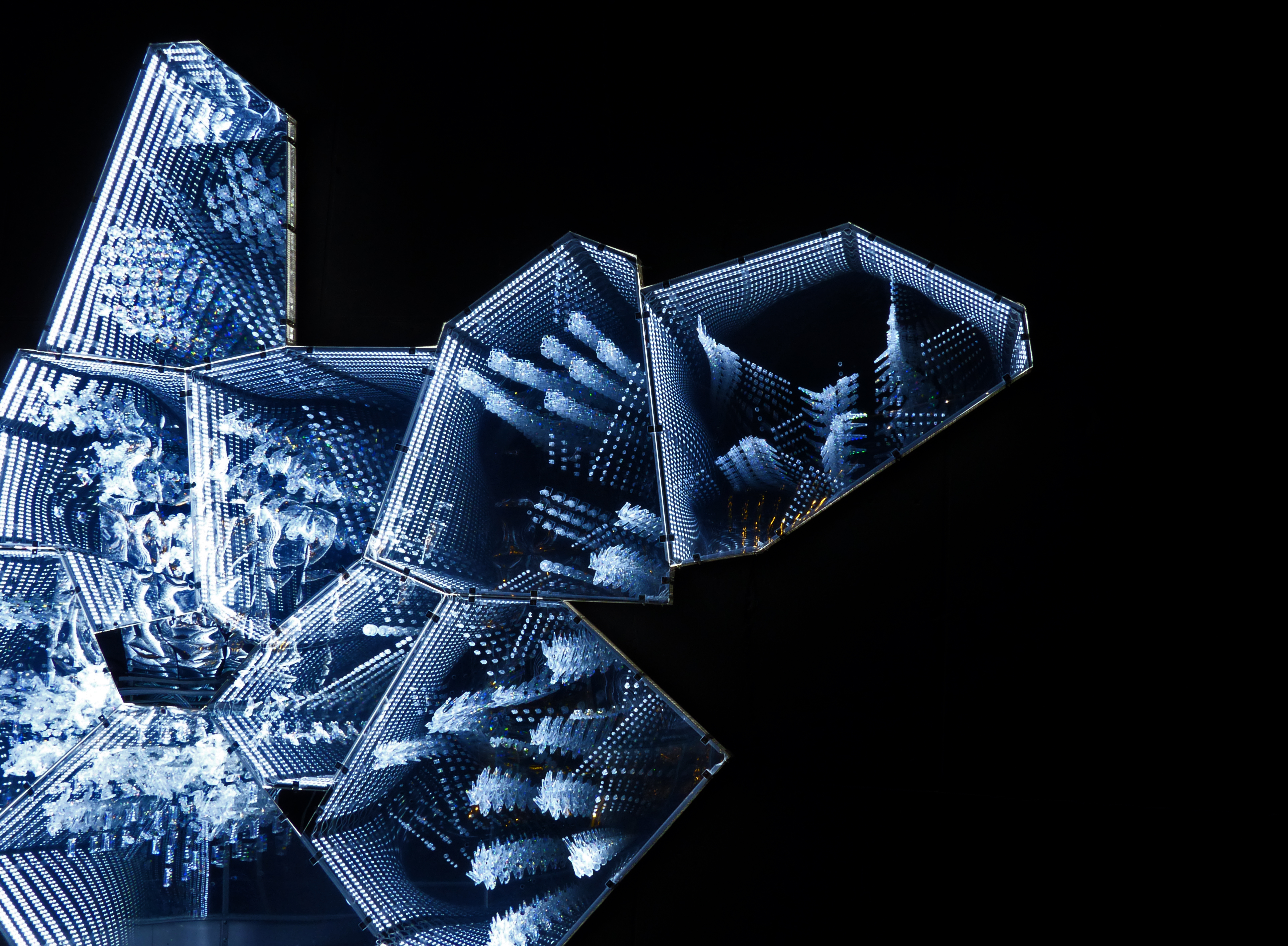
Into Lattice Sun
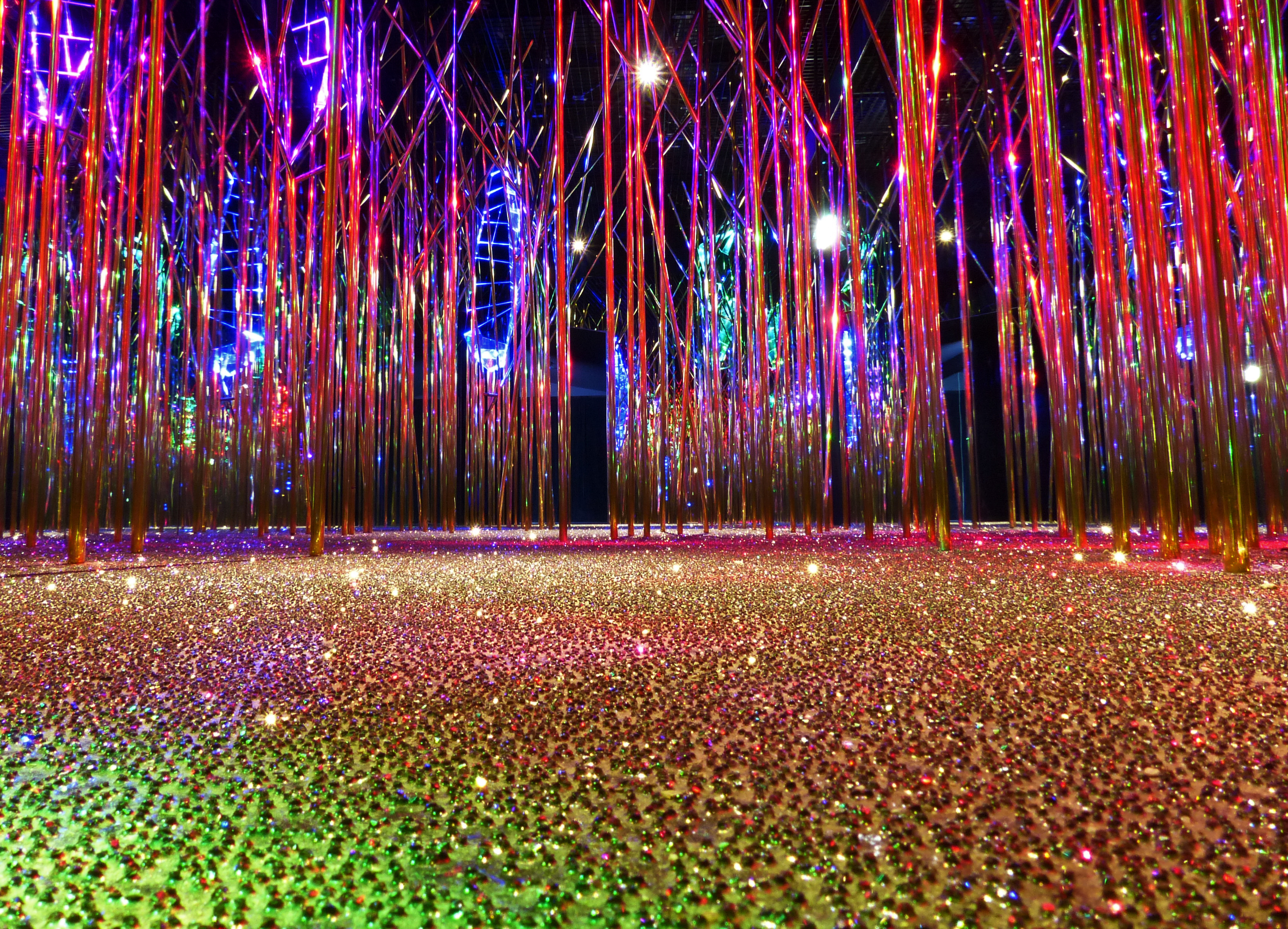
Eden
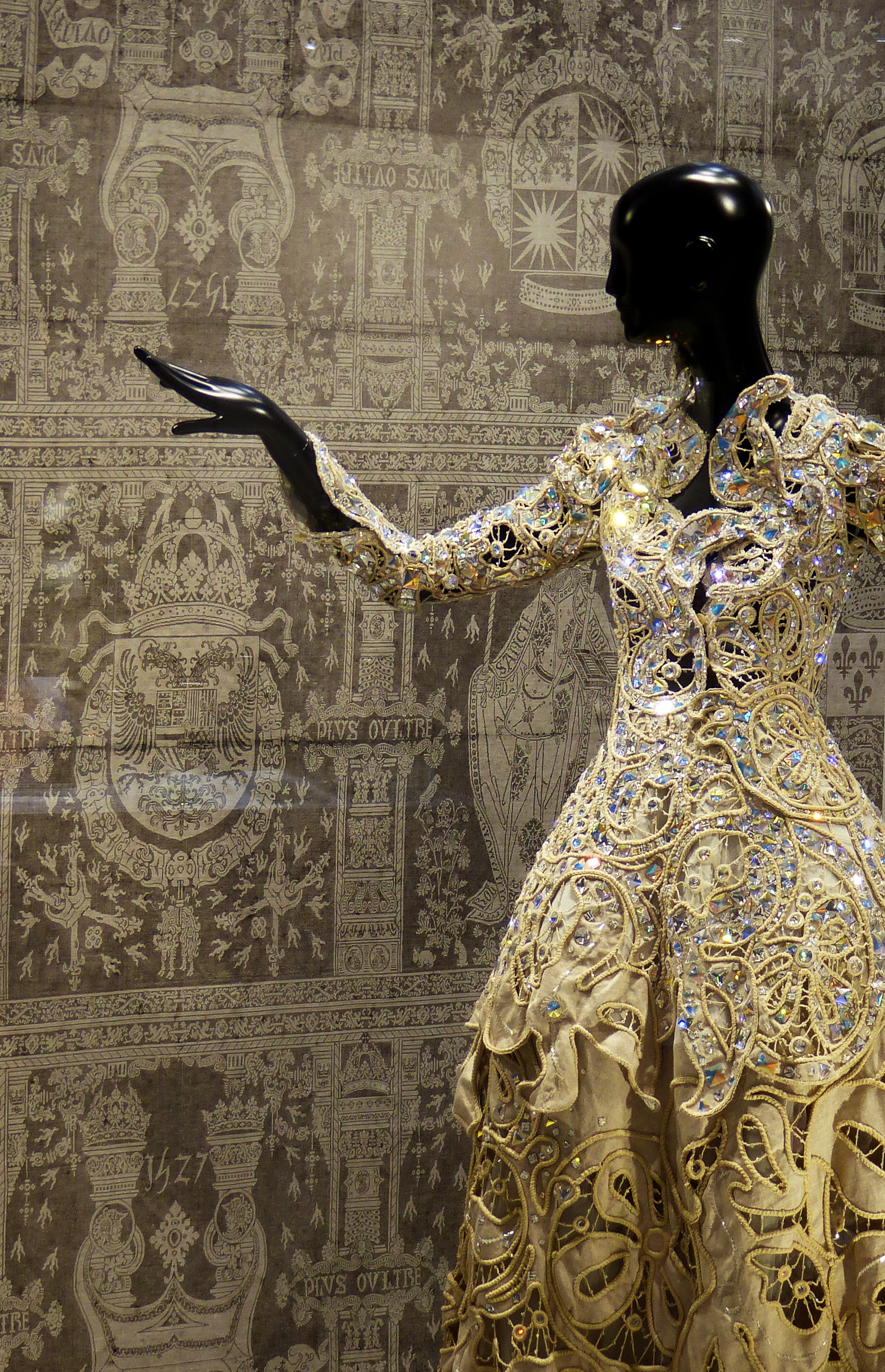
Swarovski Store
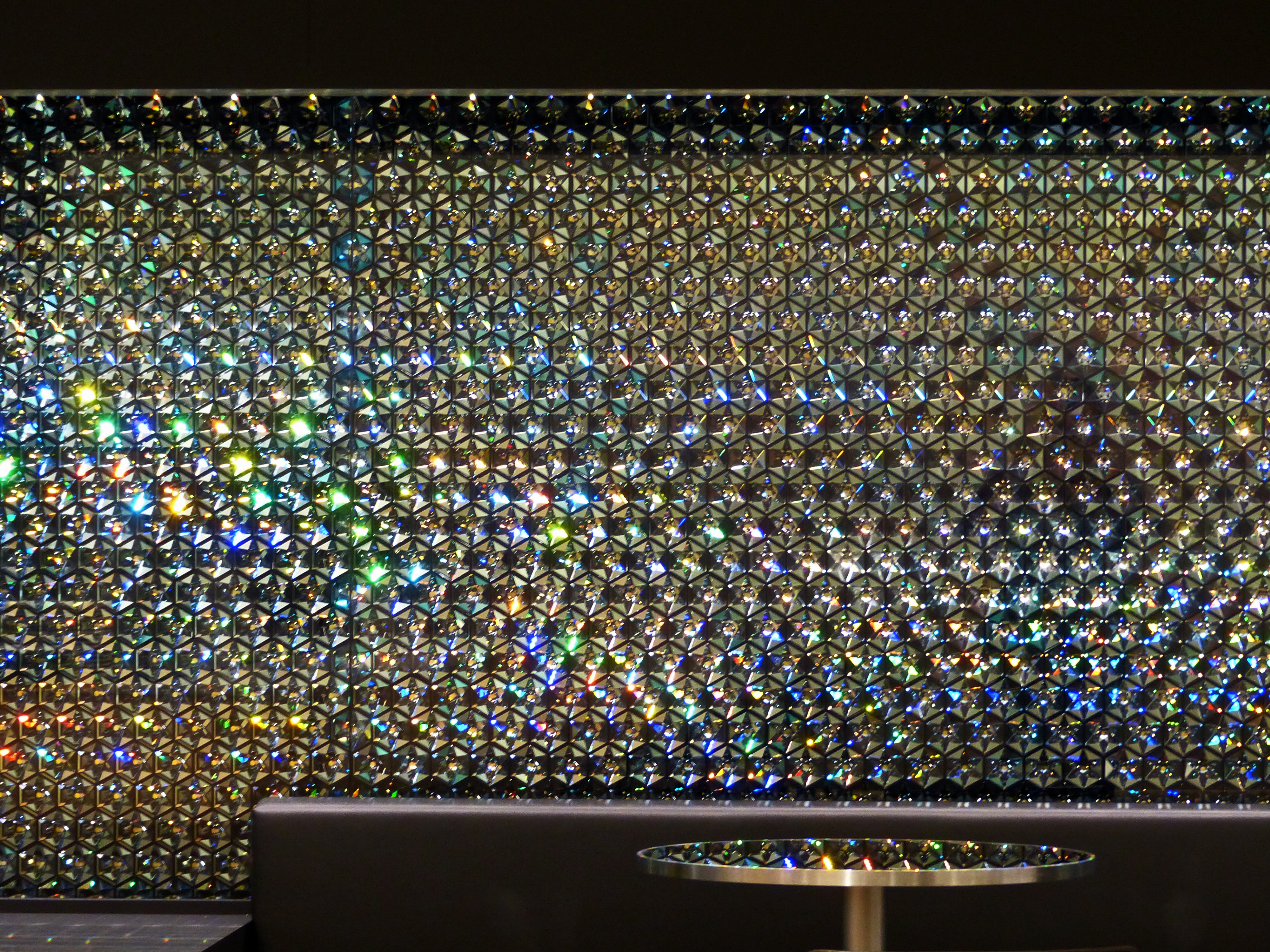
Swarovski Store